# Aérodrome de Chartres
L'aérodrome de Chartres-Métropole (sa dénomination depuis le 13 septembre 2012), nom de code AITA QTJ, nom de code OACI LFOR, est situé au nord-est de cette ville, sur le territoire de plusieurs communes limitrophes. Il date de 1909 et a connu une longue histoire militaire, avant d'être uniquement destiné à l'activité aérienne civile, depuis 1953.

## Histoire
Le passé de l'aérodrome se confond avec celui de la base aérienne 122 Chartres-Champhol.

### Des origines à la Première Guerre mondiale
Empruntant des infrastructures de l'Armée de Terre, la base aérienne est apparue en 1909. Une très importante école de pilotage militaire s'y activa, durant la Première Guerre mondiale. 

### L'entre-deux-guerres
Dans l'immédiat après-guerre, les besoins de l'aviation militaire ayant considérablement réduit, le terrain de Chartres voit son activité fortement réduite. Au début des années 30, l'activité reprend à la suite d'une réorganisation de l'arme aérienne et plusieurs unités de bombardement et de chasse occupent la base. Notamment le 22e régiment d'aviation de bombardement, la 6e escadre de chasse aérienne et, à partir de 1937, le 504e groupe d'observation aérienne. 
En 1933, Le terrain est un des points de virage du circuit de la troisième édition de la coupe Deutsch de la Meurthe. Ce circuit, d'une longueur de 100 km avait pour point de départ/arrivée l'aérodrome d'Étampes - Mondésir et le village de Dammarie comme second point de virage. Les concurrents devaient effectuer deux fois dix tours de ce circuit.  

### La Seconde Guerre mondiale
Durant la drôle de guerre et la bataille de France, c'est le Centre d'instruction de chasse qui occupe le site.
À partir de juin 1940, le terrain est occupé par les Allemands qui le modernise avec l'ajout d'une piste revêtue de 1 250 m. Il abrite alors la 55e escadre de bombardement de la Luftwaffe. Entre 1940 et 1944 l'aérodrome subit plusieurs bombardements par les forces Alliées avant d’être libéré le 18 aout 1944 par l'armée américaine.
L'US Army Air Force utilise alors, à son tour, le terrain après l'avoir réparé. D'avril à mai 1945 y est notamment basé le 508th PIR, unité parachutiste de la 82e division aéroportée, qui y prépare un saut pour libérer les camps de prisonniers en Allemagne.

### Après guerre et fin de l'activité militaire
À partir de 1946, la BA 122 abrite les éléments de la 61e escadre de transport de l'armée de l'air, dont le groupe Poitou alors équipé de Douglas C-47 et de Junker Ju52. L'activité aérienne à Chartres est alors intense car ce groupe est engagé dans la guerre d'Indochine.
Cependant une controverse des années 30 ressurgit. En effet l'aérodrome est à moins de 2 km du centre ville et sa piste est axée sur les vents dominants. Cette disposition a le malheur d’aligner la piste presque face à la cathédrale. Une demande est donc faite pour déplacer l'activité de la base afin de protéger le monument historique en éloignant une cible potentielle. Une polémique suivra en opposant tour à tour les commerçants, les autorités religieuses, politiques et des collectifs artistiques.   
L'activité militaire purement aérienne quitte finalement les lieux en 1953, le groupe Poitou rejoignant la base aérienne 123 Orléans-Bricy. 
La base aérienne 122 ferma ses portes en 1997.
L'aérodrome reste alors occupé par un aéroclub (le futur aéroclub d'Eure-et-Loir), mais le futur de la plateforme est incertain. Un déménagement complet du terrain est envisagé vers un aérodrome des alentours (Dreux, Bailleau-Armenonville...). Aucune décision n'étant prise, la situation resta en l'état et l'aéroclub continua son développement. En 1960, un club de planeur se monte sur le terrain par le regroupement de plusieurs clubs parisiens. Ces derniers étant venus trouver refuge en Beauce car leur activité était de moins en moins compatible avec le développement des grands aéroports de la région parisienne.  
En 2004, l'aérodrome sert de lieu de tournage pour une courte scène du long métrage Le Promeneur du Champ-de-Mars, de Robert Guédiguian. Non référencé sur la fiche IMDB du film, Michel Bouquet et Jalil Lespert sont déposés au début du film à l’aérodrome de Chartres dans un hélicoptère Sud-Aviation SA365 Dauphin (immatriculé F-GNLT) avant de visiter la cathédrale Notre-Dame de Chartres.

## Actuellement

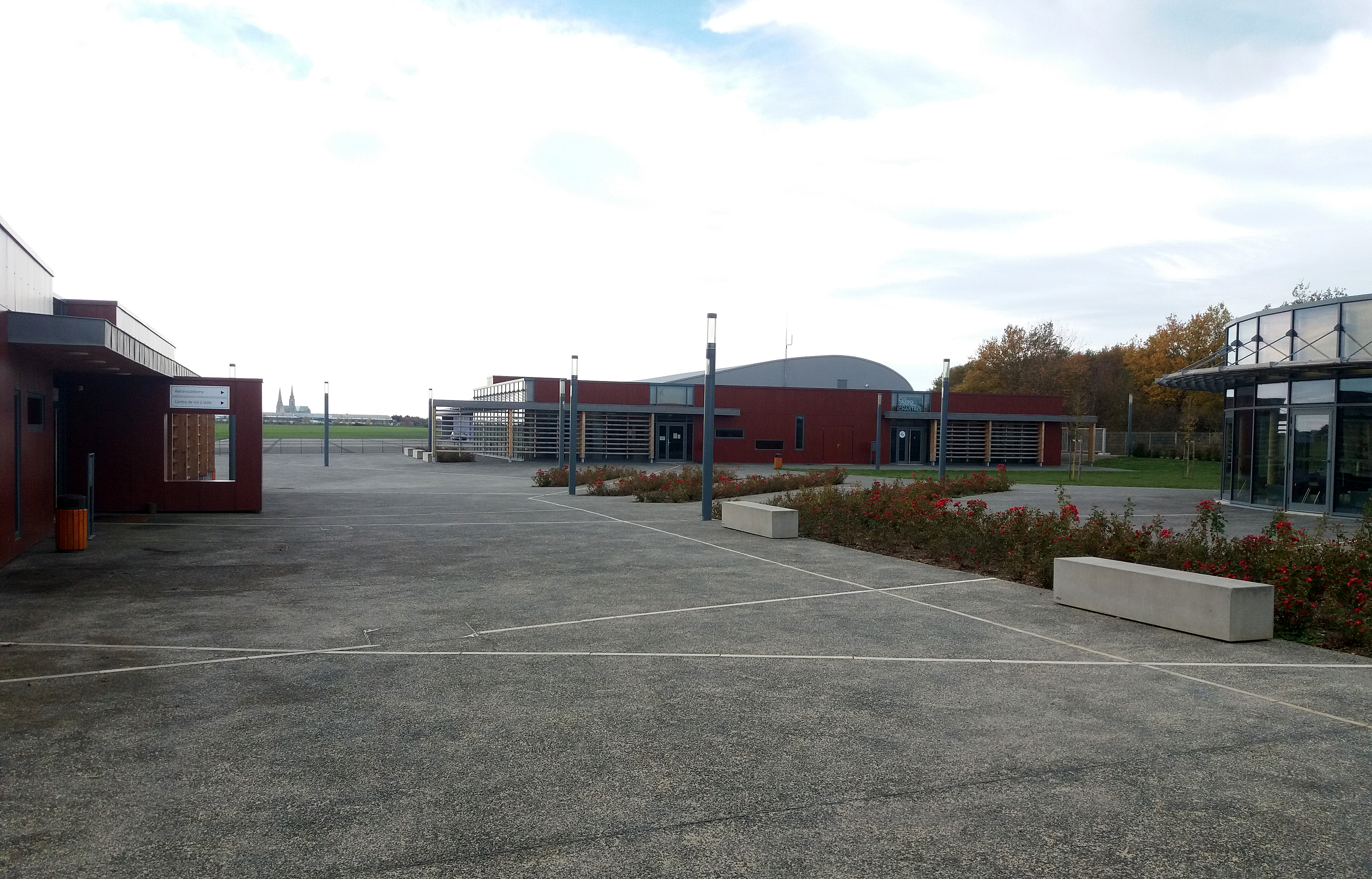
Locaux de l'aérodrome de Chartres en 2021.

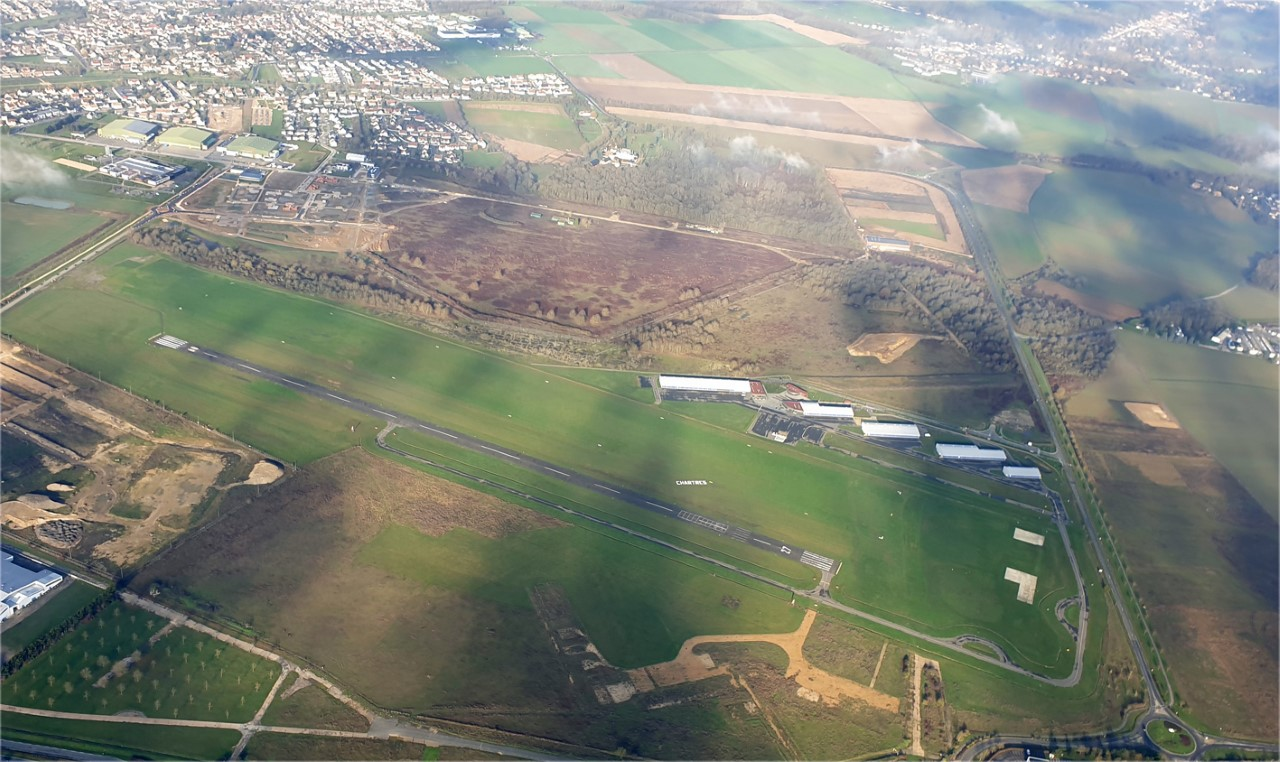
Aérodrome de Chartres vu du ciel en 2021.

À 155 m d'altitude, avec deux pistes, cet aérodrome est utilisé exclusivement par l'aviation civile. Il est géré par la communauté d'agglomération Chartres Métropole.
Il accueille :
- L'aéro-club ACEL : 7 machines d’école et de voyage ;
- Le club de planeur CVV Chartres : 23 machines de formation ou de compétition avec un treuil pour le décollage ;
- Un club RSA (Constructeur Amateur d'Avion), affilié au RSA National, ne comptant pas moins de six appareils en état de vol et deux en cours de construction, particulièrement actif ;
- Des propriétaires privés, regroupés ou non en association.

Des locaux neufs inaugurés en septembre 2017 ont été construits par Chartres Métropole au nord des installations en préambule d’un programme de rénovation urbaine de l’aire située au sud.

### Sources et liens externes
- Fiche de l'aérodrome de Chartres
- « Accueil », sur Acel Chartres (consulté le 21 décembre 2023)
- « Planeur Chartres », sur Planeur Chartres (consulté le 31 décembre 2023)
- https://www.bibert.fr/Joseph_Bibert_fichiers/BA%20122_Souvenirs_fichiers/BA%20122%20Historique.pdf
- https://www.anciens-aerodromes.com/?p=29265
- https://www.508pir.org/pdf_files/lefebvre_history.pdf
- « Coupe Deutsch-de-la-Meurthe :  :  : http : //fandavion.free.fr », sur fandavion.free.fr (consulté le 21 décembre 2023)